# 28街车站 (BMT百老汇线)
28街車站（英語：28th Street station）是紐約地鐵BMT百老匯線的一個慢車地鐵站，位於曼哈頓區28街及百老匯交界，設有R線（任何時候停站（深夜除外）、W線（僅平日停站）、N線（僅深夜及週末停站）與Q線（僅深夜停站）列車服務。

## 車站結構
| G        | 街道層   | 出入口 |
| P 月台層 | 側式月台 | 側式月台 |
| P 月台層 | 北行慢車 | ← 往森林小丘-71大道 (34街-先驅廣場) ← 平日往阿斯托利亞-迪特馬斯林蔭路 (34街-先驅廣場) ← 深夜及週末時往阿斯托利亞-迪特馬斯林蔭路 (34街-先驅廣場) ← 深夜時往96街 (34街-先驅廣場) |
| P 月台層 | 北行快車 | ← 不停靠 |
| P 月台層 | 南行快車 | → 不停靠 → |
| P 月台層 | 南行慢車 | ← 往灣脊區-95街 (23街) → ← 平日往白廳街-南碼頭 (23街) → ← 深夜及週末時經海滩往康尼島-斯提威爾大道 (23街) → ← 深夜時經布莱顿往康尼島-斯提威爾大道 (23街)                        |
| P 月台層 | 側式月台 | |

此地下車站在1918年1月5日啟用，設有兩個側式月台和四條軌道。

## 外部連結
- nycsubway.org—BMT Broadway Subway: 28th Street
- Station Reporter — N Train
- Station Reporter — R Train
- MTA's Arts For Transit — 28th Street (BMT Broadway Line)
- 28th Street entrance from Google Maps Street View（页面存档备份，存于）
- Platforms from Google Maps Street View （页面存档备份，存于）